# Lepilemur otto
Lepilemur otto  (лат.) — вид лемуров из семейства Лепилемуровые. Эндемик Мадагаскара. Видовое название дано в честь Майкла Отто, оказавшего поддержку исследованиям мадагаскарской фауны.

## Описание
Шерсть на спине и конечностях серо-коричневая. С головы по хребту идёт тёмная полоса, доходящая до нижней части спины. Брюхо и грудь серые или кремовые. Цвет хвоста от серо-коричневого до тёмно-коричневого, кончик хвоста у некоторых особей белый. Морда серая.

## Распространение
Встречается в Амбудимахабибу, между рекой Махаямба на западе и рекой Суфиа на севере.